# Paulina Wright Davis
Paulina Wright Davis, född Kellogg 7 augusti 1813 i Bloomfield, New York, död 24 augusti 1876 i Providence, Rhode Island, var en amerikansk kvinnorättsaktivist.
Davis, som var en av ledarna inom den tidigaste kvinnorörelsen i USA, samarbetade under 1830-talet med Ernestine Rose. Hon petitionerade till delstaten New Yorks lagstiftande församling för införandet av en lag om gift kvinnas äganderätt samt organiserade och presiderade för National Woman's Rights Convention, då detta för första gången anordnades i Worcester, Massachusetts 1850. Hon finansierade och utgav 1853–1856 The Una, en månatligen utgiven tidskrift för kvinnors rättigheter. Hon var även verksam inom nykterhets- och dräktreformrörelserna och höll föreläsningar för kvinnor om hälsa och fysiologi.